# Kotis I.
Kotis I. ([Κότυς] Napaka: {{Jezik-xx}}: transliteration text not Latin script (pos $1) (pomoč)), od leta 384 pr. n. št. do njegovega umora leta 360 pr. n. št. kralj tračanskega Odriškega kraljestva, * ni znano, † 360 pr. n. št.

## Življenje
Znano je, da je bil rojen med vladavino Sevta I., in vladal 24 let od leta 384 pr. n. št. Njegovo poreklo ni znano. Zgodovinarji so bili sprva prepričani, da je bil Kotisov oče Sevt II., zdaj pa za njegovega očeta velja kralj Sevt I.
Leta 390 pr. n. št. se je atenski general Ifikrat pridružil svojemu kolegu Trazibulu v Trakiji in pomagal skleniti mir med tračanskima vladarjema Amadokom I. in Sevtom II. Oba sta postala atenska zaveznika. Ifikrat je ostal v Trakiji  približno dve leti in se na  razkošni slovesnosti poročil s Kotisovo hčerko. Kotisov status v tistem času  ostaja nejasen, kmalu zatem pa je leta 384 pr. n. št.  postal kralj, morda sprva samo v notranjosti Trakije. S pomočjo Ifikrata se je uspel uveljaviti kot Hebrizelmov naslednik in odpraviti nasprotovanje svojih tekmecev, med katerimi sta morda bila tudi Amadok II. in Saratok. Arheološke najdbe predmetov s Kotisovim imenom kažejo na širitev države proti severu in zahodu. Ne enem od predmetov je opisan kot sin boga Apolona, sicer pa je njegovo ime večkrat omenjeno na predmetih iz Rogozenskega zaklada. Pokopan je bil nekje v severozahodni Bolgariji, domnevno na ozemlju Tribalov, vendar podrobnosti ostajajo nejasne.
Ko je Kotis poskušal razširiti svoje kraljestvo proti Egejskemu in Hersonu, so njegova dejanja povzročila vse večje napetosti z Atenami. Kot zaščita pred njegovimi grožnjami je bila v zgodnjih 370. letih  pr. n. št. ustanovljena Druga atenska konfederacija, kateri so se pridružila številna ogrožena mesta in otoki.
Leta 375 pr. n. št. je Kotis verjetno podprl Halesa, vodjo Tribalov, močnega tračanskega kega plemena v severozahodni Trakiji, pri njihovem napadu na mesto Abdera. Po Diodoru je bilo mesto rešeno šele po posredovanju atenskega generala Habriasa, čigar sile so nato zasedle mesto. Leta 367 pr. n. št. je Ariobarzan, perzijski satrap Frigije, zasedel Sest. Po Ariobarzanovem uporu proti perzijskemu kralju Artakserksu II. leta 365 pr. n. št. je Kotis očitno nasprotoval Ariobarzanu in njegovim atenskim zaveznikom, vendar so njegova dejanja ambivalentna in nejasna. Istega leta je pozdravil vrnitev svojega zeta, odstavljenega atenskega generala Ifikrata, in novega zaveznika, poveljnika plačancev Haridema, ki se je poročil z drugo Kotisovo hčerko. Atenci pod svojim generalom Timotejem so medtem na svojo stran pridobili Sest in Kritot. Kmalu zatem je Kotis leta 363 ali 362 pr. n. št. proti njim poslal svojega generala Miltokita, ki je oblegal Sest in ga osvojil. Atenski generali, poslani na pomoč napadenim mestom, so bili neuspešni.
Leta 362 pr. n. št. se je Miltokit uprl Kotisu, zasegel kraljevo zakladnico v Hieron Orosu in bil zatem oblegan. Za pomoč je zaprosil Ariobarzana in Atene. Za pomoč Aten je zaprosil tudi Kotis, ki se je hkrati povezal z Avtofradatom, perzijskim satrapom Lidije in Ariobarzanovim sovražnikom. Atene so se odločile podpreti Miltokita in so mu na pomoč poslale ladjevje, ki pa ga je Kotis s pomočjo svojega zeta Ifikrata premagal. Miltokit je bil spomladi 361 pr. n. št prisiljen zapustiti Hieron Oros, Kotis pa se je lotil oblegati Sest. Atene so se proti Kotisu povezale s Šparto in proti njemu poslale še dva generala, ki ju je Kotis premagal. Po Demostenu so Tračani podkupili atenske vojaške in mornariške poveljnike. Nekaterim od njih so po odpoklicu v Atene sodili in jih obsodili. 

## Smrt
Do leta 360 pr. n. št. je Kotis nadzoroval skoraj ves polotok Galipoli in Atenci so na to območje poslali novega poveljnika Kefizodota. Pred njegovim prihodom v zadnjem tednu septembra 360 pr. n. št. so Kotisa umorili. Morilca Pitona in Heraklida so po vrnitvi v Atene  razglasili za častna meščana in ju nagradili z zlatim vencem.  

## Zapuščina
Kotis I. je bil zadnji vladar razmeroma enotne Trakije. Po njegovi smrti sta se njegovemu sinu in dediču Kersebleptu zoperstavila Amadok II. in Berisad, pa tudi Miltokit in nekaj drugih. Kersebleptu je  uspelo odstraniti nekaj nasprotnikov, potem pa je moral sprejeti  delitev kraljestva z Amadokom II. in Berisadom. Filip II. Makedonski je izkoristil razdelitev Odriške Trakije in tam uvedel svojo oblast. 
Kot nekdanji zaveznik Aten in nato nevaren sovražnik je Kotis I. v grških virih prikazan v precej negativni luči. Prikazan je kot razdražljiv, nezmeren pijanec, pretirano okruten in perfiden, predvsem v polemikah z Demostenom. Plutarh ga opisuje nekoliko drugače.

## Družina
Kotis I. je imel več otrok, vključno s hčerkama, poročenima z Ifikratom oziroma Haridemom.  Imel je tudi sina Kerseblepta, ki je nasledil očeta na prestolu leta 360 pr. n. št., in morda drugega sina po imenu Sevt, ki je morda služil kot Kersebleptov namestnik (hiparh) in morda postal kralj Sevt III. Slednje trditve so hipotetične in predmet razprav.